# Fort XVIII Twierdzy Modlin
Fort XVIII – jeden z fortów Twierdzy Modlin, wzniesiony w ramach budowy drugiego, zewnętrznego pierścienia fortów w latach 1912–1915, jako ostatnie według kolejności dzieło twierdzy.
Fort został wzniesiony w miejscowości Boża Wola. Jego zadaniem było zamknięcie odcinka twierdzy między Wisłą a Grupą Fortową „Janówek”. Większy fort (XVIII) usytuowano na trasie Jabłonna – Modlin, natomiast mniejszy, Dzieło D-10 (Fort XVIIIa) – na skraju wydmy w uroczysku Kadzielnia na terenie sąsiedniej wsi Trzciany. W 1915 roku nieukończone jeszcze forty zostały obsadzone przez 19 kompanię Nowogieorgijewskiej (modlińskiej) Artylerii Fortecznej. Wśród obrońców twierdzy było wtedy również wielu Polaków, zmobilizowanych jesienią 1914 roku przez Rosjan. Fort został wysadzony w roku 1915 przez wycofujące się wojska rosyjskie. Obecnie teren fortu jest przecięty drogą wojewódzką nr 630. Jego pozostałości po północnej stronie drogi zostały splantowane, zaś po południowej znajdują się w rękach prywatnych.